# Енріко Коста (політик)
Енріко Коста (італ. Enrico Costa; нар. 29 листопада 1969, Кунео) — італійський адвокат і політик, який працює в уряді Італії, міністр у справах регіонів і автономій з 2016 по 2017 рр.

## Життєпис
Його батько — колишній секретар Італійської ліберальної партії Раффаеле Коста. Він закінчив класичну середню школу в м. Мондові, потім вивчав право в Туринському університеті.
З 1990 по 1999 рр. був членом комунальної ради Вілланова-Мондові. З 2004 по 2009 рр. входив до комунальної ради Ізаски, з 2000 по 2006 рр. працював у регіональній раді П'ємонту. У 2006 р. він був обраний до Палати депутатів від партії «Вперед, Італія», у 2008 і 2013 переобирався за списком «Народу свободи». У 2013 р. він приєднався до Нового правого центру. З 2014 по 2016 рр. обіймав посаду заступника міністра юстиції.